# NGC 2336
NGC 2336 (również UGC 3809, PGC 21033) – galaktyka spiralna z poprzeczką (SBbc), znajdująca się w gwiazdozbiorze Żyrafy. Odkrył ją Ernst Wilhelm Leberecht Tempel w 1876 roku.
W galaktyce tej zaobserwowano do tej pory jedną supernową – SN 1987L.